# Jordy Delem
Jordy José Delem (ur. 18 marca 1993 w Le François) – martynikański piłkarz występujący na pozycji pomocnika w amerykańskim klubie San Antonio FC. 

## Kariera klubowa
Delem rozpoczynał karierę w zespole Club Franciscain, z którym zdobył dwa mistrzostwa Martyniki (2013, 2014) oraz Puchar Martyniki (2012). W styczniu 2015 przeszedł do francuskiego AC Arles-Avignon, jednak w sezonie 2014/2015 występował jedynie w jego rezerwach, grających w piątej lidze. W następnym był zawodnikiem pierwszej drużyny i rozegrał 3 spotkania w rozgrywkach czwartej ligi. W styczniu 2016 wrócił do Club Franciscain.
W kwietniu 2016 dołączył do amerykańskiego zespołu Seattle Sounders FC, ale sezon 2016 spędził w jego rezerwach, drużynie Tacoma Defiance. W MLS zadebiutował w następnym sezonie, 1 kwietnia 2017 w zremisowanym 0:0 meczu z Atlanta United FC. W sezonie 2017 wywalczył z zespołem wicemistrzostwo MLS, a 22 kwietnia 2018 w wygranym 3:1 spotkaniu z Minnesota United FC strzelił swojego pierwszego gola w tych rozgrywkach. W sezonie 2019 zdobył z klubem mistrzostwo MLS.

## Kariera reprezentacyjna
W 2013 roku Delem został powołany do reprezentacji Martyniki na Złoty Puchar CONCACAF. Zagrał na nich w meczu z Meksykiem (1:3), a Martynika odpadła z turnieju po fazie grupowej.
W 2017 roku po raz drugi wziął udział w Złotym Pucharze CONCACAF. Wystąpił na nim w spotkaniach z Nikaraguą (2:0), Stanami Zjednoczonymi (2:3) i Panamą (0:3), a Martynika ponownie zakończyła turniej na fazie grupowej.
Podczas Złotego Pucharu CONCACAF 2019 rozegrał 3 spotkania: z Kanadą (0:4), Kubą (3:0) i Meksykiem (2:3; gol). Martynika zaś odpadła z turnieju po etapie grupowym.

## Statystyki kariery
Stan na 19 maja 2022
| Klub                   | Sezon              | Liga                   | Liga  | Liga   | Puchar Kraj. | Puchar Kraj. | Puchar Kontyn. | Puchar Kontyn. | Inne  | Inne   | Ogólnie | Ogólnie |
| Klub                   | Sezon              | Rozgrywki              | Mecze | Bramki | Mecze        | Bramki       | Mecze          | Bramki         | Mecze | Bramki | Mecze   | Bramki  |
| ---------------------- | ------------------ | ---------------------- | ----- | ------ | ------------ | ------------ | -------------- | -------------- | ----- | ------ | ------- | ------- |
| Arles-Avignon B        | 2014/2015          | Championnat National 2 | 11    | 1      | —            | —            | —              | —              | —     | —      | 11      | 1       |
| Arles-Avignon          | 2015/2016          | Championnat National 2 | 3     | 0      | 2            | 0            | —              | —              | —     | —      | 5       | 0       |
| Seattle Sounders FC II | 2016               | USL                    | 19    | 0      | —            | —            | —              | —              | —     | —      | 19      | 0       |
| Seattle Sounders FC II | 2017               | USL                    | 5     | 0      | —            | —            | —              | —              | —     | —      | 5       | 0       |
| Seattle Sounders FC II | 2018               | USL                    | 4     | 0      | —            | —            | —              | —              | —     | —      | 4       | 0       |
| Tacoma Defiance        | 2019               | USL                    | 1     | 0      | —            | —            | —              | —              | —     | —      | 1       | 0       |
| Tacoma Defiance        | Ogólnie            | Ogólnie                | 29    | 0      | 0            | 0            | 0              | 0              | 0     | 0      | 29      | 0       |
| Seattle Sounders FC    | 2017               | MLS                    | 14    | 0      | 1            | 0            | —              | —              | 2     | 0      | 17      | 0       |
| Seattle Sounders FC    | 2018               | MLS                    | 16    | 1      | 1            | 0            | 1              | 0              | —     | —      | 18      | 1       |
| Seattle Sounders FC    | 2019               | MLS                    | 23    | 0      | 0            | 0            | —              | —              | 4     | 0      | 27      | 0       |
| Seattle Sounders FC    | 2020               | MLS                    | 17    | 0      | 0            | 0            | 2              | 0              | 1     | 0      | 20      | 0       |
| Seattle Sounders FC    | 2021               | MLS                    | 4     | 0      | 0            | 0            | —              | —              | —     | —      | 4       | 0       |
| Seattle Sounders FC    | Ogólnie            | Ogólnie                | 74    | 1      | 2            | 0            | 3              | 0              | 7     | 0      | 86      | 1       |
| Ogólnie w karierze     | Ogólnie w karierze | Ogólnie w karierze     | 117   | 2      | 4            | 0            | 3              | 0              | 7     | 0      | 131     | 2       |